# Cantonul Chénérailles
Cantonul Chénérailles este un canton din arondismentul Aubusson, departamentul Creuse, regiunea Limousin, Franța.

## Comune
| Comune                    | Populație (1999) | Cod poștal | Cod INSEE |
| ------------------------- | ---------------- | ---------- | --------- |
| Le Chauchet               | 105              | 23130      | 23058     |
| Chénérailles              | 737              | 23130      | 23061     |
| Issoudun-Létrieix         | 298              | 23130      | 23097     |
| Lavaveix-les-Mines        | 813              | 23150      | 23105     |
| Peyrat-la-Nonière         | 463              | 23130      | 23151     |
| Puy-Malsignat             | 168              | 23130      | 23159     |
| La Serre-Bussière-Vieille | 125              | 23190      | 23172     |
| Saint-Chabrais            | 329              | 23130      | 23185     |
| Saint-Dizier-la-Tour      | 233              | 23130      | 23187     |
| Saint-Médard-la-Rochette  | 576              | 23200      | 23220     |
| Saint-Pardoux-les-Cards   | 294              | 23150      | 23229     |